# بارت ديفيس
بارت ديفيس (بالإنجليزية: Bart Davis) هو سياسي أمريكي، ولد في 7 مارس 1955 في رابيد سيتي في الولايات المتحدة. حزبياً، نشط في الحزب الجمهوري. وقد انتخب عضو مجلس ولاية أيداهو.

## وصلات خارجية
- الموقع الرسمي